# Mazda Parkway

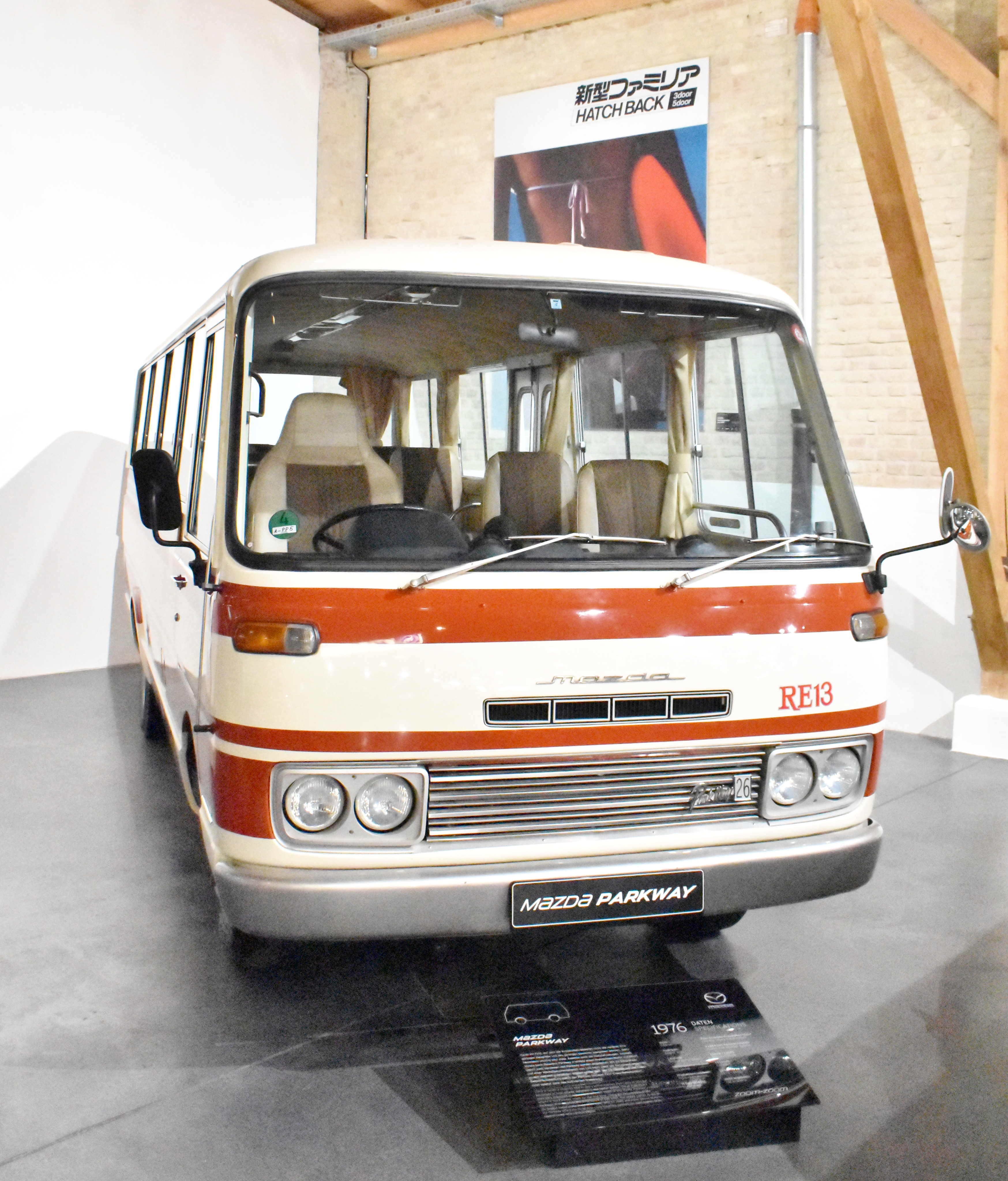
Первое поколение Mazda Parkway

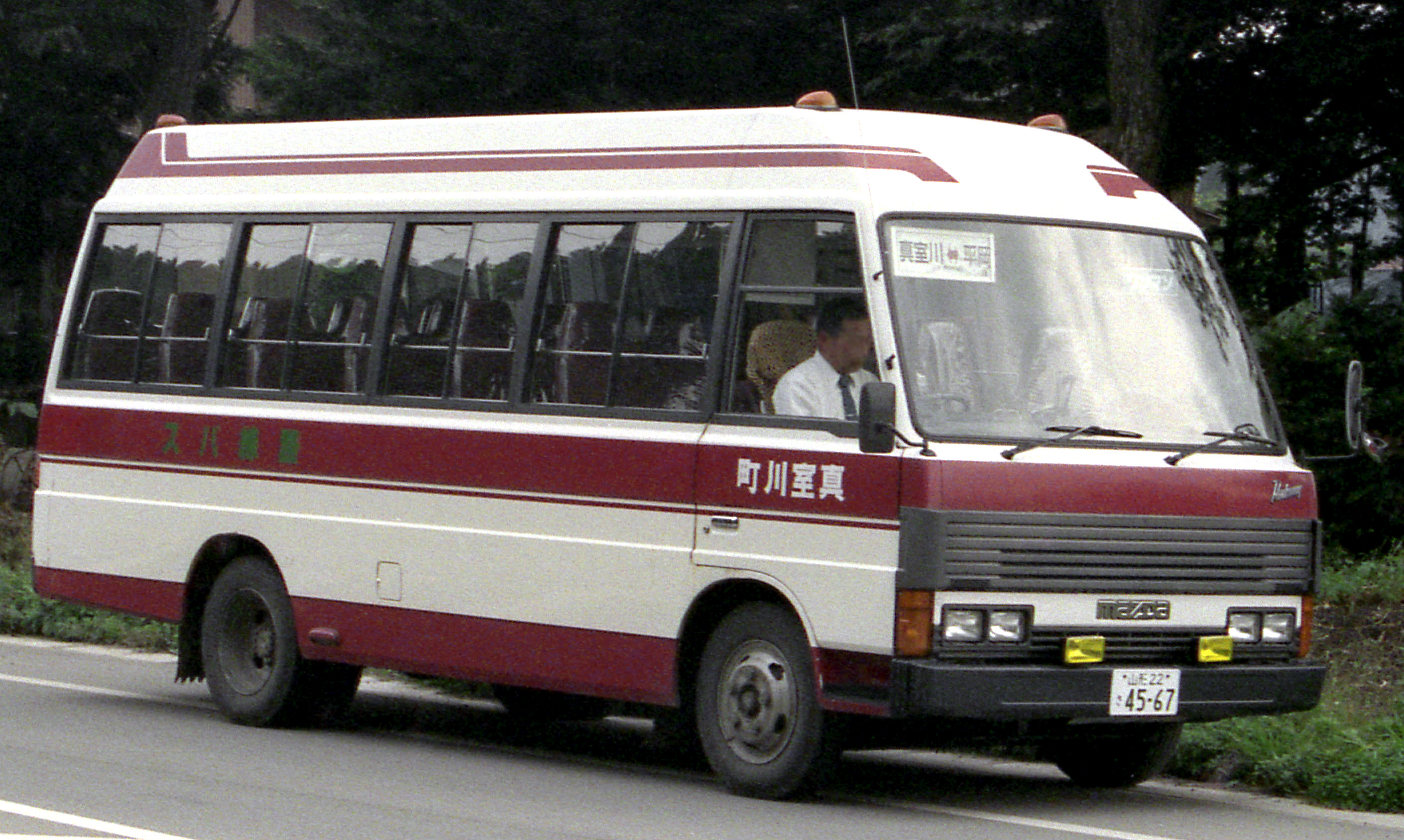
Второе поколение Mazda Parkway, на основе которого производили автобус Kia Combi

Mazda Parkway — штабной автобус малой вместимости, выпускаемый на платформе Mazda Titan на заводе Mazda в период с 1972 по 1997 год. Известен также как Kia Combi. Конкурентами являлись Toyota Coaster, Nissan Civilian, Isuzu Journey, и Mitsubishi Fuso Rosa.

## История
Первые прототипы Mazda Parkway появились в 1972 году. Двумя годами позднее на автобусы стали ставить роторный двигатель Mazda, бензиновый типа VA и дизельный типа XA. Трансмиссия была дополнена гидромуфтой, предотвращающей остановку, стук и вибрацию двигателя. Автобус вместимостью 26 пассажиров с РПД назывался Parkway Rotary 26 и развивал максимальную скорость до 120 км/ч. В 1977 году роторный двигатель был заменён обычным дизельным.
Parkway Rotary был построен только для японского рынка, и некоторые аспекты, касающиеся его недостаточной скорости, стали очевидными, когда выяснилось, что городские улицы с двусторонним движением обычно зонируются со скоростью 40 км/ч или менее, в соответствии с ограничениями скорости в Японии.
Первое поколение Parkway производилось с 1972 по 1982 год, до 1997 года производили второе поколение типа WVL.